# Barbara Stanwyck
Barbara Stanwyck (właśc. Ruby Katherine Stevens; ur. 16 lipca 1907 w Nowym Jorku, zm. 20 stycznia 1990 w Santa Monica) – amerykańska aktorka filmowa, teatralna i telewizyjna oraz tancerka i modelka. Laureatka Złotego Globu i trzech nagród Emmy. Po czterokrotnej nominacji do Oscara, w 1982 otrzymała honorowego Oscara za całokształt twórczości artystycznej.
W 1986 została laureatką nagrody im. Cecila B. DeMille’a. American Film Institute (AFI) umieścił ją na 11. miejscu w rankingu „największych aktorek wszech czasów” (The 50 Greatest American Screen Legends).
8 lutego 1960 otrzymała własną gwiazdę w Alei Gwiazd w Los Angeles znajdującą się przy 1751 Vine Street.

## Życiorys
Miała irlandzkie, szkockie i angielskie korzenie. Była najmłodsza z pięciorga dzieci Amerykanina Byrona E. Stevensa i Catherine Ann McGee, kanadyjskiej imigrantki z Nowej Szkocji. Kiedy miała cztery lata, jej matka zginęła w wypadku − została wypchnięta z tramwaju przez nietrzeźwą osobę. Dwa tygodnie po pogrzebie jej ojciec wyjechał kopać Kanał Panamski i słuch o nim zaginął. Ruby i jej brata, Byrona, wychowywała starsza od niej o pięć lat siostra, Mildred. Gdy Mildred dostała pracę jako tancerka u Johna Corta, nowojorskiego impresaria teatralnego, Ruby została umieszczona w rodzinie zastępczej, potem wielokrotnie zmienianej. Ukończyła nowojorską szkołę średnią Erasmus Hall Campus High School. W wieku trzynastu lat podjęła pracę jako pomocnik w sklepie, goniec w firmie telekomunikacyjnej i pomywaczka oraz uczęszczała na lekcje tańca, a mając piętnaście lat dorabiała jako modelka. W 1923 roku śpiewała w dziewczęcym chórze Ziegfeld Girls, z którym w 1926 roku zadebiutowała na broadwayowskiej scenie Hudson Theatre w sztuce Willarda Macka Pętla (The Noose). Pojawiła się ponownie na Broadwayu w spektaklu Burleska (Burlesque, 1926), zanim rok później pod pseudonimem artystycznym „Barbara Stanwyck” trafiła na kinowy ekran w melodramacie Broadwayowskie noce (Broadway Nights, 1927).
Po udziale w filmie Zamykane drzwi (Locked Door, 1929), w 1930 roku podpisała kontrakt z wytwórniami filmowymi Columbia i Warner Bros., zainspirowanymi jej ekranowym sukcesem w melodramatach: Franka Capry Ćmy nocne (Ladies of Leisure, 1930) i Niedozwolony (Illicit, 1931) oraz dramacie Franka Capry Cudowna kobieta (The Miracle Woman, 1931). Zdobyła czterokrotnie nominację do nagrody Oscara; za postać mściwej rozwódki bez manier i towarzyskiej ogłady w melodramacie Wzgardzona (Stella Dallas, 1937), rolę przebojowej piosenkarki z klubu nocnego, zaręczonej z szefem miejscowego gangu w komedii romantycznej Ognista kula (Ball of Fire, 1941), dreszczowcu noir Billy’ego Wildera Podwójne ubezpieczenie (Double Indemnity, 1944) jako femme fatale dwukrotna morderczyni oraz za kreację chorej na serce żony, która w wyniku pomyłki telefonicznej dowiaduje się o planowanym morderstwie w dramacie noir Przepraszam, pomyłka (Sorry, Wrong Number, 1948) z Burtem Lancasterem.

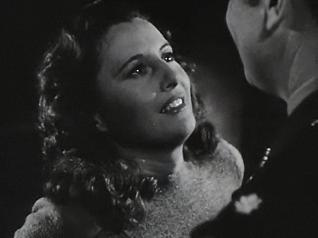
Barbara Stanwyck w filmie Moja reputacja z 1946 roku

W komedii romantycznej Lady Eve (The Lady Eve, 1941) przebiera się za angielską damę i w wyszukany sposób nęka i dręczy niewinnego bogatego badacza węży (Henry Fonda). Zagrała potem w dramacie noir Na krawędzi (Clash by Night, 1952) z Marilyn Monroe, westernie Bydlęca królowa stanu Montana (Cattle Queen of Montana, 1954) u boku Ronalda Reagana oraz westernie Czterdzieści rewolwerów (Forty Guns, 1957), gdzie dowodzi oddziałem czterdziestu jeźdźców uzbrojonych w rewolwery.
Za występ w programie rozrywkowym NBC Barbara Stanwyck zaprasza (The Barbara Stanwyck Show, 1961–1962) zdobyła nagrodę Emmy. Pojawiła się gościnnie w serialu-westernie NBC/ABC Wagon pociągowy (Wagon Train, 1961-1964) oraz w jednym z odcinków serialu ABC Aniołki Charliego (Charlie’s Angels, 1980) pt. Chłopaki Toni (Toni's Boys) z Jaclyn Smith, Cheryl Ladd i Shelley Hack. Kreacja Victorii Barkley, matki Heatha (Lee Majors) i Audry (Linda Evans) w serialu-westernie ABC Wielka dolina (The Big Valley, 1965-1969) przyniosła jej drugą w karierze nagrodę Emmy. Za postać Mary Carson w miniserialu ABC Ptaki ciernistych krzewów (The Thorn Birds, 1983) u boku Richarda Chamberlaina odebrała po raz trzeci nagrodę Emmy i otrzymała nagrodę Złotego Globu.
Jej ostatnią rolą była Constance Colby Patterson, starsza siostra dyrektora generalnego Colby Enterprises Jasona (Charlton Heston), nienawidząca jego żony Sable (Stephanie Beacham) w operze mydlanej ABC Dynastia (1985) oraz spin-off Dynastia Colbych (The Colbys, 1985-1986).
Zmarła na niewydolność serca w wieku 83 lat.

### Życie prywatne

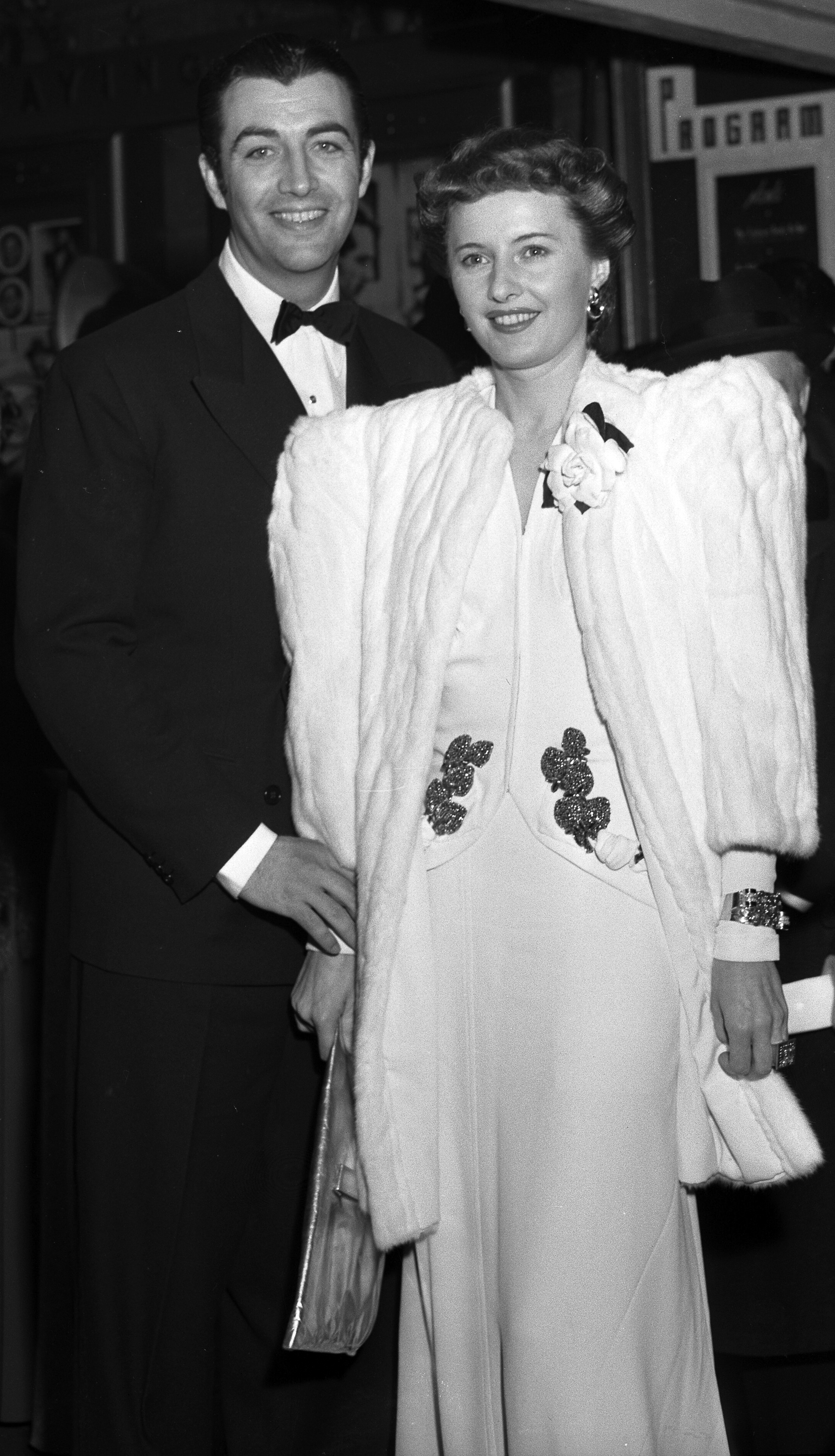
Barbara Stanwyck z mężem Robertem Taylorem w 1941 roku

Była dwukrotnie mężatką; z broadwayowskim komikiem Frankiem Fayem (od 26 sierpnia 1928 do 30 grudnia 1936), z którym w dniu 5 grudnia 1932 roku zaadoptowała syna Diona Anthony’ego „Tony’ego” Faya, oraz z aktorem Robertem Taylorem (od 13 maja 1939 do 21 lutego 1951).

## Filmografia

### Filmy fabularne
- 1927: Broadway Nights jako tancerka (niewymieniona w czołówce)
- 1929: The Locked Door jako Ann Carter
- 1929: Mexicali Rose jako Mexicali Rose
- 1930: Ćmy nocne (Ladies of Leisure) jako Kay Arnold
- 1931: Illicit jako Anne Vincent Ives
- 1931: Ten Cents a Dance jako Barbara O’Neill
- 1931: Nocna pielęgniarka (Night Nurse) jako Lora Hart
- 1931: The Miracle Woman jako Florence 'Faith' Fallon
- 1932: Zakazany owoc (Forbidden) jako Lulu Smith/66
- 1932: Shopworn jako Kitty Lane
- 1932: The Purchase Price jako Joan Gordon / Francine La Rue
- 1932: So Big! jako Selina Peake De Jong
- 1933: Gorzka herbata generała Yen (The Bitter Tea of General Yen) jako Megan Davis
- 1933: Ever in My Heart jako Mary Archer Wilbrandt
- 1933: Ladies They Talk About jako Nan Taylor / Nan Ellis / Pani Andrews
- 1933: Baby Face jako Lilly Powers Trenholm / Panna Allen
- 1934: Gambling Lady jako Jennifer 'Lady' Lee
- 1934: A Lost Lady jako Marian Ormsby Forrester
- 1934: The Secret Bride jako Ruth Vincent
- 1935: The Woman in Red jako Shelby Barret Wyatt
- 1935: Red Salute jako Drue Van Allen
- 1935: Annie Oakley jako Annie Oakley
- 1936: Wielki dzień (The Plough and the Stars) jako Nora Clitheroe
- 1936: Banjo na moich kolanach (Banjo on My Knee) jako Pearl Holley
- 1936: A Message to Garcia jako Raphaelita Maderos
- 1936: The Bride Walks Out jako Carolyn Martin
- 1936: His Brother's Wife jako Rita Wilson Claybourne
- 1937: Breakfast for Two jako Valentine 'Val' Ransome
- 1937: Ostatnia noc skazańca (This Is My Affair) jako Lil Duryea
- 1937: Internes Can't Take Money jako Janet Haley
- 1937: Wzgardzona (Stella Dallas) jako Stella Martin 'Stell' Dallas
- 1938: The Mad Miss Manton jako Melsa Manton
- 1938: Always Goodbye jako Margot Weston
- 1939: Union Pacific jako Mollie Monahan
- 1939: Złoty chłopiec (Golden Boy) jako Lorna Moon
- 1940: Remember the Night jako Lee Leander
- 1941: You Belong to Me jako Helen Hunt
- 1941: Ognista kula (Ball of Fire) jako Katherine 'Sugarpuss' O’Shea
- 1941: Obywatel John Doe (Meet John Doe) jako Ann Mitchell
- 1941: Lady Eve (The Lady Eve) jako Jean Harrington/Lady Eve Sidwich
- 1942: The Great Man’s Lady jako Hannah Sempler
- 1942: The Gay Sisters jako Fiona Gaylord
- 1943: Flesh and Fantasy jako Joan Stanley
- 1943: Dama z rewii (Lady of Burlesque) jako Dixie Daisy
- 1944: Podwójne ubezpieczenie (Double Indemnity) jako Phyllis Dietrichson
- 1945: Christmas in Connecticut jako Elizabeth Lane
- 1946: The Bride Wore Boots jako Sally Warren
- 1946: Dziwna miłość Marty Ivers (The Strange Love of Martha Ivers) jako Martha Ivers
- 1946: Kalifornia (California) jako Lily Bishop
- 1946: Moja reputacja (My Reputation) jako Jessica Drummond
- 1947: The Two Mrs. Carrolls jako Sally Morton Carroll
- 1947: Cry Wolf jako Sandra Marshall
- 1947: The Other Love jako Karen Duncan
- 1948: B.F.'s Daughter jako Pauline 'Polly'/'Pol' Fulton
- 1948: Przepraszam, pomyłka (Sorry, Wrong Number) jako Leona Stevenson
- 1949: The Lady Gambles jako Joan Boothe
- 1949: East Side, West Side jako Jessie Bourne
- 1950: Uszczęśliwić kobietę (To Please a Lady) jako Regina Forbes
- 1950: No Man of Her Own jako Helen Ferguson / Patrice Harkness
- 1950: Sprawa Thelmy Jordon (The File on Thelma Jordon) jako Thelma Jordon
- 1950: The Furies jako Vance Jeffords
- 1951: The Man with a Cloak jako Lorna Bounty
- 1952: Na krawędzi (Clash by Night) jako Mae Doyle D’Amato
- 1953: Płynne złoto (Blowing Wild) jako Marina Conway
- 1953: The Moonlighter jako Rela
- 1953: Jeopardy jako Helen Stilwin
- 1953: Należysz do mnie (All I Desire) jako Naomi Murdock
- 1953: Titanic jako Julia Sturges
- 1954: Cattle Queen of Montana jako Sierra Nevada Jones
- 1954: Rada nadzorcza (Executive Suite) jako Julia O. Treadway
- 1954: Świadek morderstwa (Witness to Murder) jako Cheryl Draper
- 1955: Ucieczka z Burmy (Escape to Burma) jako Gwen Moore
- 1955: The Violent Men jako Martha Wilkison
- 1956: Szalone lata (These Wilder Years) jako Ann Dempster
- 1956: The Maverick Queen jako Kit Banion
- 1956: There's Always Tomorrow jako Norma Miller Vale
- 1957: Trooper Hook jako Cora Sutliff
- 1957: Crime of Passion jako Kathy Ferguson Doyle
- 1957: Czterdzieści rewolwerów (Forty Guns) jako Jessica Drummond
- 1962: Walk on the Wild Side jako Jo Courtney
- 1964: Nocny wędrowiec (The Night Walker) jako Irene Trent
- 1964: Calhoun: County Agent
- 1964: Wagabunda (Roustabout) jako Maggie Morgan
- 1970: The House That Would Not Die jako Ruth Bennett
- 1971: A Taste of Evil jako Miriam Jennings
- 1973: The Letters jako Geraldine Parkington

### Seriale telewizyjne
- 1956: The Ford Television Theatre jako Irene Frazier
- 1958: Alcoa Theatre jako Midge Varney
- 1958: Goodyear Theatre jako Midge Varney
- 1958-1959: Zane Grey Theater jako Leona Butler / Belle Garrison / Regan Moore / Julie Holman
- 1960-1961: The Barbara Stanwyck Show jako różne role
- 1961-1964: Wagon Train jako Maud Frazer / Caroline Casteel / Kate Crawley
- 1961: General Electric Theater jako Lili Parrish
- 1962: Rawhide jako Nora Holloway
- 1962: The Dick Powell Show jako Irene Phillips
- 1962-1963: Nietykalni (The Untouchables) jako Por. Agatha „Aggie” Stewart
- 1965-1969: The Big Valley jako Victoria Barkley
- 1980: Aniołki Charliego (Charlie’s Angels) jako Toni
- 1983: Ptaki ciernistych krzewów (The Thorn Birds) jako Mary Carson
- 1985: Dynastia (Dynasty) jako Constance Colby Patterson
- 1985-1986: Dynastia Colbych (The Colbys) jako Constance 'Conny' Colby Patterson

## Nagrody
| Rok  | Nagroda                           | Kategoria                                                                     | Film                                 |
| ---- | --------------------------------- | ----------------------------------------------------------------------------- | ------------------------------------ |
| 1961 | Nagroda Emmy                      | Najlepsza aktorka w serialu                                                   | The Barbara Stanwyck Show (1960)     |
| 1966 | Nagroda Emmy                      | Najlepsza aktorka w serialu dramatycznym                                      | Wielka dolina (The Big Valley, 1965) |
| 1967 | Nagroda Gildii Aktorów Ekranowych | Nagroda za całokształt twórczości                                             | –                                    |
| 1982 | Nagroda Akademii Filmowej         | Oscar Honorowy                                                                | –                                    |
| 1983 | Nagroda Emmy                      | Najlepsza aktorka w miniserialu lub filmie telewizyjnym                       | Ptaki ciernistych krzewów (1983)     |
| 1984 | Złoty Glob                        | Najlepsza aktorka drugoplanowa w serialu, miniserialu lub filmie telewizyjnym | Ptaki ciernistych krzewów (1983)     |
| 1986 | Złoty Glob                        | Nagroda im. Cecila B. DeMille’a za całokształt twórczości                     | –                                    |